# Przejście graniczne Gronowo-Mamonowo
Przejście graniczne Gronowo-Mamonowo – polsko-rosyjskie drogowe przejście graniczne w województwie warmińsko-mazurskim, w powiecie braniewskim, w gminie Braniewo, w miejscowości Gronowo, od 15 marca 2020 zamknięte do odwołania.

## Opis
Przejście graniczne Gronowo-Mamonowo utworzono na mocy umowy, zawartej pomiędzy rządem Rzeczypospolitej Polskiej a rządem Federacji Rosyjskiej. Czynne było przez całą dobę, a dopuszczony był na nim międzynarodowy ruch osobowy i dwustronny ruch towarowy dla środków transportu o masie całkowitej do 6 ton. Zgodnie z porozumieniem zawartym pomiędzy ministerstwami spraw zagranicznych Rzeczypospolitej Polskiej i Federacji Rosyjskiej, od 20 grudnia 2012 status przejścia został rozszerzony na międzynarodowy ruch pojazdów ciężarowych o dopuszczalnej masie całkowitej do 6 ton. Od 27 lipca 2012 do 3 lipca 2016 otwarty był również mały ruch graniczny. Przejście graniczne obsługiwała Placówka Straży Granicznej w Braniewie. Do przejścia po stronie polskiej prowadziła droga krajowa nr 54, a po stronie rosyjskiej droga nr 27A-021. Po wejściu w życie umowy o małym ruchu granicznym w dniu 27 lipca 2012 przejście notowało stały wzrost liczby podróżnych przekraczających granicę. W okresach nasilenia, ruch przekraczał 100% przepustowości przejścia. Przejście przeszło szereg modernizacji. Po wprowadzeniu małego ruchu granicznego, a także w związku z organizacją piłkarskich mistrzostw Europy 2012 ustawiono nowe wiaty z pawilonami kontrolerskimi służby celnej i straży granicznej, a nad każdym z pięciu pasów ruchu zamontowano elektroniczne tablice, na których wyświetlane są symbole wskazujące przeznaczenie poszczególnych pasów (podobna tablica stanęła na drodze dojazdowej, kilkaset metrów przed przejściem granicznym).

### Przejście graniczne polsko-radzieckie
W okresie istnienia ZSRR funkcjonowało w tym miejscu polsko-radzieckie drogowe przejście graniczne Gronowo o lokalnym znaczeniu (tylko dla wymiany delegacji społeczno-politycznych, kulturalnych, sportowych i innych z województw przygranicznych PRL i ZSRR). Od 24 stycznia 1986 zaczął funkcjonować tu punkt uproszczonego przekraczania granicy (na podstawie przepustek). Odprawę graniczną i celną wykonywały organy Wojsk Ochrony Pogranicza.